# تاکویا ناگاساوا
تاکویا ناگاساوا (انگلیسی: Takuya Nagasawa؛ زادهٔ ۱۰ آوریل ۱۹۹۳) بازیکن فوتبال اهل ژاپن است.